# 卢为
卢为（2005年—），四川南充人，中国女子跳水运动员。她曾在2019年世界游泳锦标赛中搭档张家齐获得女子双人10米跳台金牌，另外她还获得了女子10米跳台的银牌。